# SB2C俯冲轰炸机
SB2C地獄俯衝者二式是美國海軍在第二次世界大戰期間部署與使用的艦載俯衝轟炸機，用以取代前一代SBD無畏式俯衝轟炸機。
雖然此機型伴隨美國海軍度過了二戰生涯，但因其原始設計不佳，表現平平，結果招致了惡評如潮的暱稱，包括帶有贬义的野獸，以及取自其代號首字母（SB2C）的難聽的混蛋次級品（Son-of-a-Bitch 2nd Class）。與穩定、容易操控的SBD相比，航艦艦長與飛行員都很不喜歡這款戰機。在二戰後SB2C便很快地自美國軍方除役。事实上。SB2C的早期測試狀況已经引來杜魯門委員會的注意：在尚未量產前，該委員會便對寇蒂斯公司提出措辭嚴厲的警告，但這並沒有讓這架飛機服役期間的評價有所改善。也因此，在美國海軍戰爭中後期使用這架飛機時，其机組成員需要花費更多的心力訓練以維持機隊戰力水準。
除了海軍以外，編號為A-25Shrike的衍生版本在1943年底在美國陸軍航空隊也有少量服役，但當時美國陸軍航空隊已經沒有俯衝轟炸機的需求，不良的操控特性也是影響其佈署意願的原因；原本英國皇家海軍及澳大利亞皇家空軍有計畫訂購，但英國皇家海軍在見證其缺陷叢生的性能後，取消了後續訂單，450架中，只有25架交付。英國皇家海軍甚至願意使用更老舊的剑鱼式鱼雷轰炸机到二战结束，也不願意接手這種飛機。
對於戰機與生產線的持續修正，改善了初期版本眾多的問題，此型戰機是美國海軍在太平洋戰爭最後兩年的主要轟炸機，其擊沉的日軍艦艇比任何其它盟軍轟炸機型都多。

## 開發歷史
美國的俯衝轟炸技術在1919年萌發，由美國海軍陸戰隊飛行員，劳森 H.M.桑德森中校在該年赴海地的军事行动中提出。當時對地投擲炸彈的方式仍只有水平轰炸，桑德森中校发现如果使用70度或更大的角度俯冲，使机头对准目标进行轰炸的话，轰炸精度会显著提高。相比來說，美國陸軍航空隊則喜好使用精密光学瞄准器的高空水平轰炸，該理念源自於1921年威廉·米契爾准将成功水平轰炸繳獲的德国战舰實驗经验。但美國海軍接受了桑德森中校觀點，他們認為空中轟炸對移動目標——譬如實行迴避航行的軍艦，使用水平轟炸命中效果不理想；而俯衝轟炸與低空空射魚雷攻擊是对付敌方舰队最好的方法。陸戰隊則認為俯衝轟炸是既可以提供空中支援而又不会对地面部队造成危害的最好解决方法。在兩者都認同俯衝轟炸的前景光明下，該理念在美國海軍體系內持續發展，並在1928年正式公布了俯冲轰炸机的技术要求规范。
SB2C地獄俯衝者是美国海军最后一种设计的俯冲轰炸机，為了取代SBD无畏式俯冲轰炸机而開發，開發由美國海軍及美國海軍陸戰隊同時提出規格需求，希望它成為一架成功的「多用途」機種。為了使它能夠符合航艦操作規格，同時保留更優異的飛行表現，寇蒂斯設計了內置炸彈艙、摺疊機翼、以及特別的機背構造。結果這種多用途機種從原型機開始就成為一場災難。
XSB2C-1首先面對的問題從R-2600發動機、螺旋槳開始；發動機及機體接合處的缺陷進而曝露了這架飛機結構強度不足、空氣動力設計有問題、機體存在先天不穩定性（directional instability，在線傳飛控尚未誕生的時代，該缺陷會讓飛行員無法操作飛機）、失速限制速度超標等狀況。1939年，一位麻省理工學生將XSB2C-1的新模型帶到學校內的風洞進行實驗；模型評價就該校航空工程學名譽教授奧圖·C·科本所云：如果他們真造出這東西，根本都瘋了！奧圖教授對於這架模型機會有此評價，是因為垂直尾翼的尺寸過小，會帶來諸多之飛控問題。
直到880項設計及生產線上的修正完成前，美國海軍沒有接受SB2C，這個結果延遲了此型戰機的服役，直到1943年碉堡山號航空母艦上的VB-17攻擊巴布亞新幾內亞北方日軍佔領的拉巴爾港。第一個版本SB2C-1留在美國本土作為訓練之用，其眾多的問題使產量只有200架。第一個佈署的機種是SB2C-1C。SB2C-1的前緣縫翼以機械方式連接到其起落架驅動器，縫翼在機翼前緣外側三分之一的部份向前伸出，有助於改善低速時的側向控制。

## 缺点
虽然在SB2C原型上天之前进行了很多改良计划，但是飞机仍然有许多缺点。风洞试验表明，飞机的着陆速度超高，在飞机试飞之前机翼不得不加大了10%。新開發的R-2600发动机和柯蒂斯的可變螺矩电动螺旋桨也有问题。更加严重的是，飞机表现出了严重的操纵问题。由于在航母上飞行的危险性，最低着陆速度和低速操纵性是舰载机最注重的性能。即使对于陆基飞机来说，SB2C的低空特性和最低着陆速度也比平均水平糟糕。在1941年2月8日，首飞两个月后，SB2C原型机在着陆时坠毁。寇蒂斯重新打造了原型機，並將飛機的機身加長，增裝自動駕駛儀緩解不友善的飛行穩定性。新打造的原型機在1941年10月20日開始試飛，但在2個月後的12月21日，進行俯衝測試時，飛機的右機翼與機尾在空中解體，飞行员不得不跳伞逃生。第二架原型機在這次意外中也被損失。
也由於SB2C多起事故確定該機存有諸多缺陷，使得計畫較慢啟動的格魯曼TBF復仇者式轟炸機後來居上，分食了部分地獄俯衝者的產能與任務。
那时，因为柯蒂斯的财富和以前的實績，主要決策者都相信柯蒂斯能够生产出完美的俯冲轰炸机。当美国在1939年二战爆發的时候，柯蒂斯正在为美国和同盟国生产大量的P-40戰鷹戰鬥機。同时也生产AT-9双引擎教练机和C-46運輸機。对于美国海军，除了SB2C，柯蒂斯还为巡洋舰和其他装备弹射装置的战舰生S03C“海鸥”弹着点观测机。
在普通情况下，海军会停止飛機的開發案進行設計檢討。但是在SB2C測試期間爆發了珍珠港事件，美國正式向軸心國宣戰。在戰事擴大後，美軍有迫切的擴軍計畫，因此SB2C計畫在设计人员仍然坚持改善下繼續進行。為了確保SB2C可以在改正後即刻投入量產，柯蒂斯在俄亥俄州的哥伦布建立了專用量產SB2C的新工厂。工厂雇佣工人，购买原料，上千的转包商得到合同来生产这种俯冲轰炸机。
在第三版原型機製造測試後，美國海軍提出了超過880處設計改正，才接受了SB2C可以啟動量產。许多改进来自于在欧洲作战所获得的反馈意见，比如自封油箱和增加装甲保护。海军还希望把机身上的2挺机枪换成2门20mm机炮。为了这个改动，重新设计了油箱和一些内部设备。最主要的改动是改善飞机糟糕的操纵性能。虽然一直在努力改进，但是雷蒙德和他的小组一直没有完全成功。SB2C的問題除了氣動力設計之外，不足的動力輸出、不可靠的電力系統、以及過於複雜的寇蒂斯電動液壓螺旋槳、加上粗製濫造的品管、以及在低速下效率不足的副翼。都證明了SB2C要作為艦載機有許多要改良需要進行，在經過大量的工程修改後，SB2C-1雖然通過了認證，但飛機重量也大幅增長至10,114磅，與原型機（7,122磅）相比增加了42%。
飞机没有得到完全改进一个原因是时间不足，美国海军急需在航母上部署SB2C。如果飞行员在降落途中企图中止降落，当重新增大发动机马力的时候，机头会显著抬起，这会造成失控。为了解决这个问题，机尾被显著加大，这么大的尾翼，甚至有人说SB2C的操纵舵甚至能够操纵一艘战舰。当SB2C时速在低於90哩以内的时候操纵性也很差。但當時美軍航艦艦載機降落的进场速度上限是時速85哩，因此飞机很容易失控。在高速飞行，特别是在俯冲轰炸的时候，副翼变得很重，使得飞行员很难控制飞机对准目标。这个问题加上飞机减速装置造成的飞机震动，使得SB2C的轰炸精度低于旧式的SBD。
SB2C的大部分問題是到1944年量產的SB2C-3之後才克服，該型號使用了輸出功率1,900匹馬力的R-2600-20與新設計的四葉螺旋槳，根治了原先存在的動力不足與電系弊病。

## 服役紀錄

### 美軍以外的用戶
在二戰期間，英國與澳大利亞都曾計畫引進地獄俯衝者，均援引租借法案獲得，但都很快地放棄了引進計畫。英國訂購了450架，交付了26架，但是在飛機和軍械實驗研究中心進行測評並給出對性能非常不滿意的測評報告後，英國決定停止後續批次的採購，已交貨的地獄俯衝者則提供給英國皇家海軍艦隊航空隊運用，但未被投入作戰使用。澳大利亞皇家空軍則訂購了陸基型A-25，原定採購150架，但是在1943年11月第一批10架運抵澳洲後，澳洲皇家空軍認為引進俯衝轟炸機是一項過時的決定，因此放棄了後續140架的訂單。已接收的10架也在1944年先後歸還美國陸軍航空隊。
二戰後，希臘在1949年獲得了美國軍援的48架SB2C-5，這批飛機有6架作為零拆及訓練，42架編入第336戰鬥機中隊替換原先配備的噴火戰鬥機，部隊也因此改名為第336轟炸機中隊，在希臘內戰中用於圍剿希臘共產黨部隊使用，機隊在1953年退役淘汰。
法國則在1949年至1954年間購入110架SB2C-5，汰換佈署在越南且機況老化的SBD-5。這批地獄俯衝者由法國海軍航空兵操作，佈署在阿羅芒什號航空母艦、貝勒森林號航空母艦、拉法葉號航空母艦等艦上，在奠邊府戰役中曾支援圍困法軍，1958年退役。

## 性能諸元
基本信息
- 机组：2人，機師和無線電操作員兼槍手

性能
武器

- 機槍：

  - 2 × 0.79 in (20 mm)翼载机炮
  - 2 × 0.30 in (7.62 mm) 白朗寧M1919中型機槍——安置机背后座射手座舱
- 炸彈：内部弹舱： 2,000 磅 (900 kg) 炸弹或 1 × Mark 13-2 鱼雷

## 作品登場

### 遊戲
- 戰爭雷霆:在遊戲之初就推出SB2C，美國方面型號為SB2C-1C、SB2C-4，之後推出法國海軍航空兵的SB2C-5，隨後在戰鬥通行證“最後的軍團戰士”中推出泰國皇家海軍航空兵的SB2C-5

## 外部連結
- THE HOME OF THE ONLY FLYING SB2C HELLDIVER IN THE WORLD